# بلوم اونت فوس ها ۱۳۹
بلوم اونت فوس ها ۱۳۹ (به آلمانی: Blohm & Voss Ha 139) یک هواگرد چهار موتوره ترابری و شناسایی آب‌نشین ساخت کارخانه بلوم اونت فوس در آلمان بود که نخستین پرواز خود را سال ماه اکتبر سال ۱۹۳۶ به انجام رساند.

## طراحی و تولید
شرکت هواپیمایی لوفت‌هانزا سال ۱۹۳۵ درخواستی برای یک هواگرد آب‌نشین برای خدمات پستی فرا اقیانوس اطلس خود ارائه کرد. این هواگرد می‌بایست قادر به نشست و برخاست در آب‌های متلاتم، پرواز با منجنیق و همچنین قابلیت حمل دست کم ۵۰۰ کیلوگرم محموله برای مسافت ۵۰۰۰ کیلومتری در پایاسیر ۲۵۰ کیلومتر بر ساعت می‌بود. هامبورگر فلوک‌تسویک‌باو، شرکت تابعه بلوم اونت فوس، چند مطالعه طراحی در این رابطه به انجام رساند. یکی از این پروژه‌ها با عنوان پ.۱۵ سفارش تولید سه پیش‌نمونه را دریافت کرد. برای این طراحی موتور دیزل اختصاصی یونکرس یومو ۲۰۵ توسعه یافت که حدودا ۲۵ درصد مصرف سوخت کمتری نسبت به نمونه‌های بنزینی مشابه داشت.
نخستین پیش‌نمونه با عنوان ها ۱۳۹ فا۱ نخستین پرواز خود را در فصل پاییز سال ۱۹۳۶ به انجام رساند.
پیش‌نمونه سوم با عنوان ها ۱۳۹ب مقداری بزرگ‌تر و سنگین‌تر بود و در اواسط سال ۱۹۳۸ تولید گردید. این هواگرد برای وظایف شناسایی اصلاح گشت. بدین منظور دماغه طولانی‌تری برای جای‌گرفتن دیده‌بان در آن جایگزین و برای تعادل‌بخشی سطوح عمودی دم بزرگ‌تر گردید. یک جایگاه مسلسل ام‌گه ۱۵ به دماغه و یک دریچه در سقف اتاقک برای یک مسلسل دیگر افزوده شد. مسلسل سقف را بیسیم‌چی به‌کارمی‌گرفت. امکان شلیک دو مسلسل ام‌گه ۱۵ دیگر از دریچه کف وجود داشت. این هواگرد با عنوان ها ۱۳۹ب/او در شکل جدید نخستین بار روز ۱۹ ژانویه سال ۱۹۴۰ به کمک منجنیق کشتی فریزنلانت، شناور پشتیبانی لوفت‌هانزا، به پرواز درآمد.

## تاریخچه عملیاتی

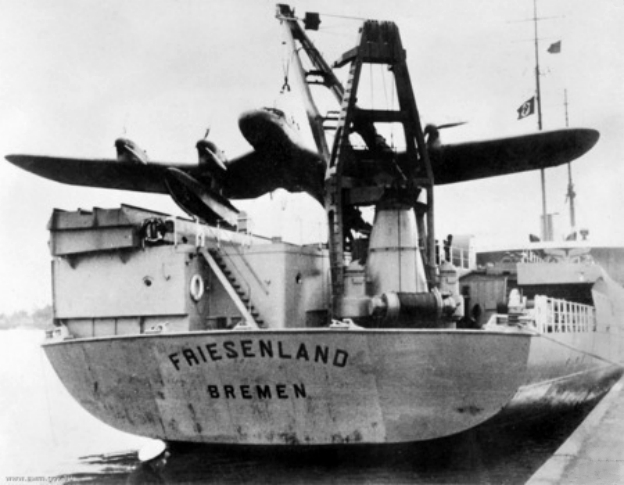
بلوم اونت فوس ها ۱۳۹

تا ماه مارس سال ۱۹۳۷ دو هواگرد نخست به لوفت‌هانزا تحویل داده شد و در مسیر هوایی بین اورتا در آزور تا نیویورک به‌کارگرفته شد.
اواخر سال ۱۹۳۹ سه هواگرد ها ۱۳۹ و خدمه آن‌ها جذب لوفت‌وافه، نیروی هوایی رایش سوم شدند.
نمونه سوم به اسکادران ۱ گروه هواگردهای ساحلی ۴۰۶ تحویل داده شد تا در جریان کارزار نروژ وظایف ترابری و شناسایی قطبی به انجام رساند. دو پیش‌نمونه دیگر هم تغییرات مشابهی کردند و در نروژ عموما در قالب جناح ۲ ترابری برای انتقال تدارکات به یگان‌های زمینی در نواحی دور افتاده مورد استفاده قرار گرفتند.
کمبود قطعات یدکی فعالیت این هواگردها را با اختلال مواجه می‌ساخت. به هر صورت نمونه سوم سال ۱۹۴۲ با عنوان ها ۱۳۹ب/ام‌اس برای وظایف مین‌روبی مجددا اصلاح گردید. یک حلقه بزرگ مغناطیس‌کاهی از دماغه تا نوک بال‌ها و دم هواگرد کشیده شد. هیچ گزارشی از تحویل این هواگرد به یک یگان عملیاتی مین‌روبی وجود ندارد.
هر سه هواگرد در نهایت اوراق شدند.

## مشخصات فنی
مشخصات عمومی
- طول: ۱۹.۵ متر
- طول بال: ۲۷ متر
- ارتفاع: ۴.۸ متر
- مساحت بال: ۱۱۷ متر مربع
- وزن خالی: ۱۰۳۶۰ کیلوگرم

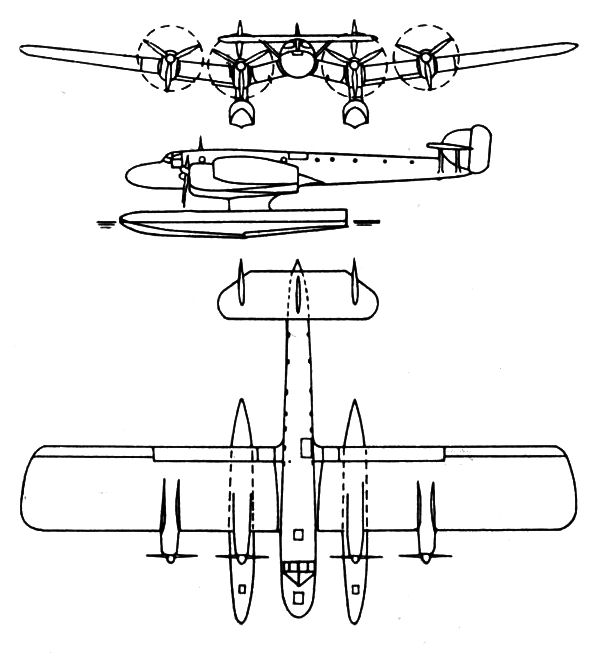

- حداکثر وزن هنگام برخاستن: ۱۷۵۰۰ کیلوگرم
- نیرومحرکه: چهار موتور دیزل یونکرس یومو ۲۰۵سی: ۶۰۰ اسب بخار (۴۴۷ کیلووات)

عملکرد
- حداکثر سرعت: ۳۱۵ کیلومتر بر ساعت
- پایاسیر: ۲۶۰ کیلومتر بر ساعت
- حداکثر ارتفاع: ۳۵۰۰ متر
- حداکثر برد: ۵۳۰۰ کیلومتر

تسلیحات
- ها ۱۳۹ب/او: ۴ × مسلسل ام‌گه ۱۵[۱]